# ドリームパスポート
ドリームパスポート（欧字名:Dream Passport、2003年3月14日 - 2024年2月14日）は、日本の競走馬。主な勝ち鞍に2006年のきさらぎ賞、神戸新聞杯。
馬名の由来は、「夢のパスポート」。

## 戦績

### 2歳
2005年9月3日に小倉競馬場の新馬戦で高田潤を背にデビュー。6番人気で後に阪神ジュベナイルフィリーズを勝つテイエムプリキュアの3着に敗れる。次の未勝利戦ではメンバー中最高の上がりタイムを記録したが、後に朝日杯フューチュリティステークスを勝つフサイチリシャールの2着。3戦目で1番人気に応えて初勝利を挙げる。4戦目の萩ステークスでは、1番人気に支持されたが結果はフサイチリシャールの2着。この競走でライバルのメイショウサムソンと初めて顔を合わせる。続く京都2歳ステークスも既にデイリー杯2歳ステークスを勝っていたマルカシェンクの2着に敗れた。

### 3歳
初の重賞参戦となったきさらぎ賞から始動すると、レースでは直線で猛追しメイショウサムソンに1/2馬身差をつけ1着となり、初重賞制覇を飾った。続くスプリングステークスでは前走で下したメイショウサムソンの3着に敗れるが、皐月賞の優先出走権を獲得した。
皐月賞では重賞3勝馬アドマイヤムーンや評判馬のフサイチジャンクなどが有力視される中、鞍上が大レースでの実績のない高田潤が騎乗することもあってか10番人気と低評価であったがレースでは直線でインコースの狭いところを鋭く伸びて追い込み、メイショウサムソンの2着に入った。続く東京優駿（日本ダービー）では新たに四位洋文とコンビを結成。距離適性の不安が囁かれ、またも7番人気と低評価であった。レースは、最後の直線で後方12番手の位置からよく伸びてきたが、前をとらえ切れずにまたしてもメイショウサムソンの3着と敗れた。
秋初戦の神戸新聞杯では高田とのコンビが復活。夏に軽い骨折をしたことや東京優駿の1着、2着馬が出走したこともあり3番人気となったが、内側を走っていたメイショウサムソンを最後の直線で大外から一気に交わして重賞2勝目を挙げた。鞍上の高田にとっても平地重賞初勝利となった。
そして2番人気で迎えた菊花賞では横山典弘に乗り替わり、GI初制覇が期待されたレースとなった。アドマイヤメインが大逃げを打つ中で中団からやや前方でレースを進め、最後の直線では三冠のかかるメイショウサムソンを直線で交わし、さらに先頭のアドマイヤメインを交わしたものの、その外から追い込んできたソングオブウインドに差され2着に敗れた。
古馬との初対決となるジャパンカップでは岩田康誠が騎乗。レース前はディープインパクト、ハーツクライ、ウィジャボードの3強対決とも言われたがここでも中団でレースを進め、直線ではウィジャボードを抑えてディープインパクトの2着に入った。続く有馬記念では内田博幸が騎乗、2番人気に推され最後は伸びきれず4着に敗れたものの、同世代の中では最高着順となった。
2006年7月1日から12月31日までの6か月間を対象としたトップ50ワールドリーディングホースでは19位タイにランクインした。なお、他に19位タイにランクインした日本馬は、この年GI2勝を含む重賞4勝を挙げたダイワメジャーと、香港カップでプライドに僅差の2着に入線したアドマイヤムーンの2頭である。

### 4歳
2007年3月18日の阪神大賞典から始動。鞍上には安藤勝己を迎える。圧倒的1番人気に推されたが、最後の直線でアイポッパーに交わされ2着となった。その後、天皇賞（春）に向けて調整が続けられていたが、4月7日に右第3中手骨骨折を発症していたことが判明し、休養を余儀なくされる。復帰は11月25日の第27回ジャパンカップとなったが、14着と大敗した。
第52回有馬記念ファン投票では7位となる6万264票を獲得。同レースへの出走を決める。高田潤と神戸新聞杯以来のコンビを組むことになった。迎えた12月23日のレースでは、スタートで少し立ち遅れた形になり、さらに第4コーナーで躓いたが、直線では良く伸び、6着に入った。
有馬記念から2日後の12月25日、愛馬会法人であるサラブレッドクラブセゾンから、所属を美浦の稲葉隆一厩舎に変更させる旨が発表された。当年未勝利の高田を有馬記念で起用するなど、松田博資厩舎との間に方針の違いが生じたことが理由だという。なお当馬は12月26日にビッグレッドファーム鉾田へリフレッシュ放牧に出された。転厩の手続きは帰厩するまでに行われた。

### 5歳
2008年、リフレッシュ放牧を終え、1月10日に稲葉隆一厩舎へ入厩した。転厩初戦は1月27日のアメリカジョッキークラブカップとなり、8人目の鞍上となる松岡正海が初騎乗して出走。しかし、4コーナーで早めに先頭に立つものの、最後まで粘れず5着に敗れた。続いて京都記念に出走。内から伸びてくるが届かず4着だった。その後の大阪杯でも同様に内で伸びきれず4着だった。そして迎えた大一番の天皇賞（春）では9着に終わった。
6月12日には第48回宝塚記念ファン投票の最終結果で8位となる32019票を獲得したことが発表され、6月29日に行われる宝塚記念へ出走。松岡はコスモバルク（後に故障で回避）に騎乗予定だった為、蛯名正義が騎乗したが、9着に終わり、3歳時の走りを取り戻せないでいた。
宝塚記念後は放牧に出され、9月26日に帰厩した。帰厩後は秋の初戦となる毎日王冠に向けて調整。そして新たに鞍上に三浦皇成を迎え、毎日王冠に出走。得意の1800m戦だったが、見せ場無く11着に終わった。その後、アルゼンチン共和国杯に向けて調整が進められたが10月31日に左前脚屈腱炎を発症し、11月4日に引退し、北海道恵庭市のすずらん乗馬クラブで乗馬になる事が馬主側から発表された。
2024年2月14日に死亡した。21歳没。

## 競走成績
| 年月日 | 年月日 | 年月日 | 競馬場 | 競走名         | 格    | 頭 数 | 枠 番 | 馬 番 | オッズ （人気） | 着順 | 騎手       | 斤量 [kg] | 距離（馬場）  | タイム （上り3F） | 時計 差 | 勝ち馬/（2着馬）       |
| 2005   | 9.     | 3      | 小倉   | 2歳新馬        |       | 16    | 3     | 6     | 09.40（6人）    | 03着 | 高田潤     | 54        | 芝1200m（良） | 1:09.9 (33.6)     | -0.3    | テイエムプリキュア     |
|        | 9.     | 25     | 阪神   | 2歳未勝利      |       | 10    | 3     | 3     | 05.60（4人）    | 02着 | 横山典弘   | 54        | 芝2000m（良） | 2:06.7 (34.5)     | -0.1    | フサイチリシャール     |
|        | 10.    | 15     | 京都   | 2歳未勝利      |       | 11    | 6     | 7     | 01.80（1人）    | 01着 | 安藤勝己   | 55        | 芝1600m（良） | 1:34.8 (35.1)     | -0.1    | （ハイブレッド）       |
|        | 10.    | 29     | 京都   | 萩S            | OP    | 8     | 2     | 2     | 03.30（1人）    | 02着 | 岩田康誠   | 55        | 芝1800m（重） | 1:49.6 (33.9)     | -0.5    | フサイチリシャール     |
|        | 11.    | 26     | 京都   | 京都2歳S       | OP    | 6     | 4     | 4     | 06.20（2人）    | 02着 | 高田潤     | 55        | 芝2000m（良） | 2:01.5 (34.7)     | -0.1    | マルカシェンク         |
| 2006   | 2.     | 12     | 京都   | きさらぎ賞     | GIII  | 12    | 1     | 1     | 04.20（2人）    | 01着 | 安藤勝己   | 56        | 芝1800m（良） | 1:47.4 (34.2)     | -0.1    | （メイショウサムソン） |
|        | 3.     | 19     | 中山   | スプリングS    | GII   | 16    | 5     | 10    | 05.50（2人）    | 03着 | M.デムーロ | 56        | 芝1800m（良） | 1:48.9 (35.1)     | -0.0    | メイショウサムソン     |
|        | 4.     | 16     | 中山   | 皐月賞         | GI    | 18    | 1     | 2     | 34.3（10人）    | 02着 | 高田潤     | 57        | 芝2000m（良） | 2:00.0 (34.8)     | -0.1    | メイショウサムソン     |
|        | 5.     | 28     | 東京   | 東京優駿       | GI    | 18    | 7     | 15    | 13.00（7人）    | 03着 | 四位洋文   | 57        | 芝2400m（稍） | 2:28.3 (34.9)     | -0.4    | メイショウサムソン     |
|        | 9.     | 24     | 中京   | 神戸新聞杯     | GII   | 16    | 7     | 13    | 08.60（3人）    | 01着 | 高田潤     | 56        | 芝2000m（良） | 1:58.1 (34.7)     | -0.0    | （メイショウサムソン） |
|        | 10.    | 22     | 京都   | 菊花賞         | GI    | 18    | 7     | 13    | 04.90（2人）    | 02着 | 横山典弘   | 57        | 芝3000m（良） | 3:02.7 (34.0)     | -0.0    | ソングオブウインド     |
|        | 11.    | 26     | 東京   | ジャパンカップ | GI    | 11    | 6     | 7     | 16.20（5人）    | 02着 | 岩田康誠   | 55        | 芝2400m（良） | 2:25.4 (34.1)     | -0.3    | ディープインパクト     |
|        | 12.    | 24     | 中山   | 有馬記念       | GI    | 14    | 3     | 3     | 13.10（2人）    | 04着 | 内田博幸   | 55        | 芝2500m（良） | 2:32.5 (34.9)     | -0.6    | ディープインパクト     |
| 2007   | 3.     | 18     | 阪神   | 阪神大賞典     | GII   | 11    | 2     | 2     | 01.60（1人）    | 02着 | 安藤勝己   | 57        | 芝3000m（良） | 3:08.3 (34.5)     | -0.0    | アイポッパー           |
|        | 11.    | 25     | 東京   | ジャパンカップ | GI    | 18    | 7     | 14    | 16.00（6人）    | 14着 | 安藤勝己   | 57        | 芝2400m（良） | 2:26.2 (34.9)     | -1.5    | アドマイヤムーン       |
|        | 12.    | 23     | 中山   | 有馬記念       | GI    | 15    | 1     | 2     | 20.50（7人）    | 06着 | 高田潤     | 57        | 芝2500m（稍） | 2:34.8 (36.3)     | -1.2    | マツリダゴッホ         |
| 2008   | 1.     | 27     | 中山   | AJCC           | JpnII | 16    | 5     | 10    | 02.20（1人）    | 05着 | 松岡正海   | 57        | 芝2200m（良） | 2:13.9 (35.9)     | -0.3    | エアシェイディ         |
|        | 2.     | 23     | 京都   | 京都記念       | GII   | 16    | 3     | 5     | 04.70（3人）    | 04着 | 松岡正海   | 57        | 芝2200m（良） | 2:13.8 (34.2)     | -0.2    | アドマイヤオーラ       |
|        | 4.     | 6      | 阪神   | 産経大阪杯     | GII   | 11    | 8     | 11    | 08.30（3人）    | 04着 | 松岡正海   | 57        | 芝2000m（良） | 1:58.9 (34.6)     | -0.2    | ダイワスカーレット     |
|        | 5.     | 4      | 京都   | 天皇賞（春）   | GI    | 14    | 5     | 7     | 09.90（5人）    | 09着 | 松岡正海   | 58        | 芝3200m（良） | 3:16.6 (36.0)     | -1.5    | アドマイヤジュピタ     |
|        | 6.     | 29     | 阪神   | 宝塚記念       | GI    | 14    | 6     | 10    | 23.10（8人）    | 09着 | 蛯名正義   | 58        | 芝2200m（重） | 2:16.5 (37.8)     | -1.2    | エイシンデピュティ     |
|        | 10.    | 12     | 東京   | 毎日王冠       | GII   | 16    | 7     | 13    | 11.50（3人）    | 11着 | 三浦皇成   | 57        | 芝1800m（良） | 1:45.6 (34.0)     | -1.0    | スーパーホーネット     |

## エピソード
- デビュー戦から14戦目まで、1戦ごとに騎手が乗り替わっていた。その中で最も騎乗回数が多いのは調教にも騎乗していた高田潤の5回。勝利数が多いのは安藤勝己の2勝（4回騎乗）である。また、途中で転厩をしており、合計22戦の競走実績で当馬に騎乗した騎手は10人となっている。連続して騎乗したのは松岡正海が4戦続けて騎乗したのが最多である。
- 当馬にG1級競走以外で勝った馬はその後出世するというジンクスが取り沙汰された事がある。新馬戦の勝ち馬テイエムプリキュアと未勝利戦及び萩ステークスの勝ち馬・フサイチリシャールはそれぞれ2歳GIを優勝して、JRA賞最優秀2歳牝馬と最優秀2歳牡馬に選ばれた。またスプリングステークス（3着）の勝ち馬・メイショウサムソンは皐月賞・東京優駿の二冠と天皇賞の春・秋連覇を達成している。
- 2006年は計8レースに出走したが、その出走ローテーションはメイショウサムソンと全く同じであった。通算では14度対戦して、8勝6敗である。
- セゾンカードの2007年のCMに出演している馬はドリームパスポートの馬体のデータを参考にして作られた。これは旧ジョイ・サラブレッドクラブの経営権をクレディセゾンが取得した縁によるもの。CM放送開始当時は「ぼく、競走馬です」というナレーションだったが、後に「ドリームパスポート 4歳」というクレジット表示とともに「ぼく、ドリームパスポートです」というナレーションのものに変更されたものも放送されている。

## 血統表
| ドリームパスポートの血統（サンデーサイレンス系 / アウトブリード） | ドリームパスポートの血統（サンデーサイレンス系 / アウトブリード） | ドリームパスポートの血統（サンデーサイレンス系 / アウトブリード） | （血統表の出典）           | （血統表の出典）  |
| 父 フジキセキ 1992 青鹿毛 千歳市                                  | 父の父*サンデーサイレンス Sunday Silence 1986 青鹿毛 アメリカ     | Halo                                                              | Hail to Reason             | Hail to Reason    |
| 父 フジキセキ 1992 青鹿毛 千歳市                                  | 父の父*サンデーサイレンス Sunday Silence 1986 青鹿毛 アメリカ     | Halo                                                              | Cosmah                     |                   |
| 父 フジキセキ 1992 青鹿毛 千歳市                                  | 父の父*サンデーサイレンス Sunday Silence 1986 青鹿毛 アメリカ     | Wishing Well                                                      | Understanding              | Understanding     |
| 父 フジキセキ 1992 青鹿毛 千歳市                                  | 父の父*サンデーサイレンス Sunday Silence 1986 青鹿毛 アメリカ     | Wishing Well                                                      | Mountain Flower            |                   |
| 父 フジキセキ 1992 青鹿毛 千歳市                                  | 父の母*ミルレーサー Millracer 1983 鹿毛 アメリカ                  | Le Fabuleux                                                       | Wild Risk                  | Wild Risk         |
| 父 フジキセキ 1992 青鹿毛 千歳市                                  | 父の母*ミルレーサー Millracer 1983 鹿毛 アメリカ                  | Le Fabuleux                                                       | Anguar                     |                   |
| 父 フジキセキ 1992 青鹿毛 千歳市                                  | 父の母*ミルレーサー Millracer 1983 鹿毛 アメリカ                  | Marston's Mill                                                    | In Reality                 | In Reality        |
| 父 フジキセキ 1992 青鹿毛 千歳市                                  | 父の母*ミルレーサー Millracer 1983 鹿毛 アメリカ                  | Marston's Mill                                                    | Millicent                  |                   |
| 母 グレースランド 1998 栗毛 北海道白老町                          | 母の父*トニービン Tonny Bin 1983 鹿毛 アイルランド                | *カンパラ Kampala                                                 | Kalamoun                   | Kalamoun          |
| 母 グレースランド 1998 栗毛 北海道白老町                          | 母の父*トニービン Tonny Bin 1983 鹿毛 アイルランド                | *カンパラ Kampala                                                 | State Pension              |                   |
| 母 グレースランド 1998 栗毛 北海道白老町                          | 母の父*トニービン Tonny Bin 1983 鹿毛 アイルランド                | Severn Bridge                                                     | Hornbeam                   | Hornbeam          |
| 母 グレースランド 1998 栗毛 北海道白老町                          | 母の父*トニービン Tonny Bin 1983 鹿毛 アイルランド                | Severn Bridge                                                     | Priddy Fair                |                   |
| 母 グレースランド 1998 栗毛 北海道白老町                          | 母の母ゴールデンサッシュ 1988 栗毛 北海道                         | *ディクタス Dictus                                                | Sanctus                    | Sanctus           |
| 母 グレースランド 1998 栗毛 北海道白老町                          | 母の母ゴールデンサッシュ 1988 栗毛 北海道                         | *ディクタス Dictus                                                | Dronic                     |                   |
| 母 グレースランド 1998 栗毛 北海道白老町                          | 母の母ゴールデンサッシュ 1988 栗毛 北海道                         | ダイナサッシュ                                                    | *ノーザンテースト          | *ノーザンテースト |
| 母 グレースランド 1998 栗毛 北海道白老町                          | 母の母ゴールデンサッシュ 1988 栗毛 北海道                         | ダイナサッシュ                                                    | *ロイヤルサッシュ F-No.1-t |                   |

### 近親
- 半弟に2017年新潟2歳ステークス優勝馬フロンティア（父ダイワメジャー）がいる[7]。
- 母の母ゴールデンサッシュは産駒にステイゴールド、レクレドールがいる。
- ゴールデンサッシュの全兄にはサッカーボーイがおり、全姉にはバランスオブゲームの祖母であるベルベットサッシュがいる。